# Adem Kapič
Adem Kapič (Ljubljana, Jugoszlávia, 1975. április 16.– ) korábbi szlovén válogatott labdarúgó, edző.
Pályafutása során rövid ideig a szlovén élvonalban játszott, majd svájci és német negyedosztályú csapatokban szerepelt. Egy mérkőzést játszott a Bundesligában a Duisburg színeiben, németországi pályafutása további részében a másodosztályban szerepelt. Magyarországon a Ferencvárossal bajnok és kétszeres kupagyőztes lett, és itteni játéka idején bekerült a szlovén válogatottba is. Rövid izraeli kitérő után még két magyar csapatban játszott, a másodosztályú Pápából vonult vissza.

## Mérkőzései a szlovén válogatottban
| #  | Dátum                | Ellenfél      | Eredmény | Kiírás              | Esemény |
| -- | -------------------- | ------------- | -------- | ------------------- | ------- |
| 1. | 2003. augusztus 20.  | Magyarország  | 2 – 1    | barátságos mérkőzés | 46'     |
| 2. | 2003. szeptember 6.  | Izrael        | 3 – 1    | Eb-selejtező        | 84'     |
| 3. | 2003. szeptember 10. | Franciaország | 0 – 2    | Eb-selejtező        | 55' 87' |
| 4. | 2003. október 11.    | Ciprus        | 2 – 2    | Eb-selejtező        |         |
| 5. | 2003. november 15.   | Horvátország  | 1 – 1    | Eb-pótselejtező     | 75'     |
| 6. | 2003. november 19.   | Horvátország  | 0 – 1    | Eb-pótselejtező     | 46'     |
| 7. | 2004. február 18.    | Lengyelország | 0 – 2    | barátságos mérkőzés | 46'     |
| 8. | 2004. március 31.    | Lettország    | 0 – 1    | barátságos mérkőzés | 53'     |

## Sikerei, díjai
SCT Olimpija
bajnok: 1995
 Ferencváros
bajnok: 2004
kupagyőztes: 2003, 2004